# Vương hậu
Vương hậu (chữ Hán: 王后; Hangul: 왕후Wanghu; tiếng Anh: Queen Consort) là một Vương tước thời phong kiến của một số quốc gia phương Đông như Trung Quốc, Việt Nam, Triều Tiên và các quốc gia châu Âu. 
Vương hậu là tước vị của vợ chính thức của nhà vua khi nhà vua này xưng Vương, tước vị quân chủ của một Vương quốc. Hầu hết các quốc gia châu Âu đều chỉ xưng là Vương quốc; trong tiếng Anh, vị vua gọi là King, vì vậy vợ của Quốc vương phải được gọi là Queen. Tuy nhiên, ngày nay nhiều người hay dùng Hoàng hậu theo nghĩa là vợ của nhà vua nói chung, điều này có thể gây ra một số nhầm lẫn.

## Lịch sử

### Đông Á
Vốn thời nhà Hạ, danh từ [Hậu; 后] vốn là từ dùng để gọi một vị quân chủ khi đang tại vị, như Hậu Nghệ hay Hậu Tắc, sau khi qua đời đều được gọi là [Đế; 帝], chính phối thê tử của quân chủ khi đó gọi là [Phi; 妃]. Từ sau thời nhà Thương đến nhà Chu, quân chủ khi tại vị xưng [Vương; 王], và từ Hậu trở thành danh từ dành cho nguyên phối thê tử, sau này được gọi là 「Vương hậu」 để phân biệt với 「Hoàng hậu」.
Sang thời Tây Hán, Vương hậu là danh vị cho người vợ chính thức của Quốc vương, các chư hầu xưng thần với nhà Hán, đứng đầu một Vương quốc, vì vậy về phẩm trật thấp hơn một bậc so với Hoàng hậu, là vợ của Hoàng đế. Sang thời Đông Hán, sinh ra tước vị Vương phi, dùng để tấn tôn cho các vợ của tước Vương có trường hợp đặc thù, như mẹ của Hán Chất Đế là Bột Hải Hiếu vương phi Trần thị cùng vợ của Hán Thiếu Đế là Hoằng Nông vương phi Đường Cơ. Sang thời nhà Tào Ngụy và nhà Tấn, vợ của tước Vương chính thức thay bằng Vương phi, không còn sử dụng Vương hậu nữa. Và từ đây hôn phối của các tước Vương của các triều đại lớn (không tính thời Ngũ Hồ Thập lục quốc) đều được gọi thành Vương phi cả.
Ở Hàn Quốc, nhà Cao Ly ban đầu vẫn dùng Vương hậu là danh vị cho chính thất khi còn sống và vinh diệu sau khi chết, nhưng thời mạt kỳ chuyển qua chỉ truy phong [Vương hậu] sau khi chính thất qua đời. Nhà Triều Tiên nối tiếp, Vương hậu chỉ là danh vị của một chính thất sau khi qua đời, chính thất của Quốc vương khi tại vị có danh xưng [Vương phi], hay giản gọi là [Trung điện]. Trong lịch sử Nhật Bản và Lưu Cầu, hoàng thất cùng vương thất chỉ sử dụng danh vị [Vương phi] hoặc [Quốc phi] mà chưa từng dùng Vương hậu.
Tại Việt Nam, nhà Triệu của Triệu Đà cai trị Nam Việt về sau đều xưng Vương, nên các chính thất đều gọi Vương hậu. Cách hàng trăm năm sau, nhà Ngô do Ngô Quyền sáng lập chỉ xưng Vương, nên vị chính thê của ông, dã sử gọi Dương Như Ngọc, hiển nhiên phải là Vương hậu. Sau đó, các vị quân chủ nhà Đinh, nhà Tiền Lê đến nhà Hậu Lê đều xưng Hoàng đế, vì vậy các chính phối của họ đều gọi là Hoàng hậu. Đến thời Lê trung hưng, chúa Trịnh tuy xưng Vương, nhưng các chính thất vẫn duy trì cách gọi [Vương phi], vì khi đó Trịnh vương trên danh nghĩa là bề tôi của Hoàng đế họ Lê. Thời nhà Nguyễn, Nguyễn Thế Tổ vào năm Gia Long nguyên niên (1802) đã thống nhất Việt Nam, trở thành Quốc chủ nhưng chỉ xưng Vương, nên sang năm (1803) đã tấn phong chính thê Tống Thị Lan làm Vương hậu. Sau năm Bính Dần (1806), Nguyễn Thế Tổ chính thức xưng Hoàng đế, Tống hậu mới trở thành Hoàng hậu, và bà là người cuối cùng trong lịch sử Việt Nam từng nhận danh vị Vương hậu.

### Châu Âu
Tại các quốc gia Châu Âu, [Queen consort] là tước vị dành cho hôn phối của [King], tương ứng với chữ Latinh là [Regina]. Một vị Vương hậu được thừa nhận ngay lập tức khi vị Quốc vương ấy kế vị hoặc được chính thức làm lễ kết hôn. Và các Vương hậu thường được sắc phong ngay trong buổi lễ đăng quang của vị Quốc vương ấy, nhưng đại đa số đều không có lễ đăng quang chính thức (Anh ngữ gọi là Coronation hay Crowned). Tuy về mặt pháp lý, Vương hậu có quyền lực được công nhận, nhưng thực tế về phương diện chính trị, họ hầu như không được phép can thiệp. Tuy vậy, bằng cách này hay cách khác, không ít trường hợp các Vương hậu trở thành cố vấn chính trị của Quốc vương, thậm chí trở thành một thế lực đằng sau ngai vàng, như Vương hậu Maria Luisa xứ Parma, vợ của Carlos IV của Tây Ban Nha. 
Thời kỳ Thánh chế La Mã, các Hoàng đế La Mã thường được đi kèm với danh hiệu [King of the Germans; Vua của người Đức], sau đó là [King of the Romans; Vua của người La Mã], do đó các Hoàng hậu cũng nhận được những danh hiệu tương ứng, là [Queen of the Germans; Vương hậu của người Đức] và [Queen of the Romans; Vương hậu của người La Mã]. Thể chế Châu Âu chỉ thừa nhận tước vị thực tế, nên dù các Hoàng hậu có bao nhiêu danh vị đi kèm đi nữa, họ vẫn chỉ được biết đến với danh hiệu cao quý nhất là [Holy Roman Empress; Hoàng hậu của La Mã Thần thánh].
Các [Vương hậu] cũng có quyền trở thành nhiếp chính cho [Quốc vương], nhưng chỉ trong hai trường hợp nhất định. Thứ nhất là khi Quốc vương phải thực hiện các cuộc chiến quân sự, hoặc vắng mặt khỏi lãnh thổ, Vương hậu có thể sẽ được chỉ định làm người nhiếp chính thay mặt chồng mình, ví dụ như Vương hậu Isabeau xứ Bavaria trong khi Charles VI của Pháp đang hấp hối, Vương hậu Catalina xứ Aragón khi chồng là Henry VIII của Anh đi vắng, Vương hậu Caterina de' Medici khi Henry II của Pháp tham gia chiến dịch tại Metz, và Vương hậu Caroline xứ Ansbach khi George II của Anh vắng mặt. Trường hợp thứ hai, là khi các Vương hậu trở thành nhiếp chính cho con trai mình, như Vương hậu Caterina de' Medici dưới thời hai con trai Charles IX và Henri III, rồi Vương hậu Ana của Áo dưới thời con trai Louis XIV của Pháp. Khi này bọn họ được gọi chung là [Queen regent; Nhiếp Chính Vương hậu].
Một số trường hợp cá biệt, hôn phối của các Nữ vương (Queen regnant) được gọi là [King consort]. Đây không phải danh hiệu có lịch sử lâu dài, nhưng không phải là chưa từng xuất hiện và được công nhận. Đáng kể nhất là: Henry Stuart, Lãnh chúa Darnley, Antoine của Navarre và Fernando II của Bồ Đào Nha.

### Những tước vị đăng đối
Ngoài [Queen], thì tước hiệu Vương hậu vẫn có thể được sử dụng để dịch những danh vị tương tự, vợ của các quốc chủ thuộc những quốc gia thuộc các nhóm Trung-Nam Á hoặc Đông Âu khác. Ví dụ:
- Tsarina: nguyên gọi [царица], là danh vị dành cho vợ của các Tsar. Danh vị này chuyên dùng ở các quốc gia khối Đông Âu như Nga, Bulgaria và Serbia. Từ khi Nga trở thành Đế quốc, danh hiệu này được thay bằng Sa hậu.
- Khatun: tức Khả đôn, nguyên ngữ [ᠬᠠᠲᠤᠨ], là tước vị dành cho vợ của Khả hãn. Danh vị xuất hiện trong các nhóm gốc gia Đế quốc Mông Cổ và Hãn quốc Đột Quyết.
- Shahbanu: nguyên ngữ [شهبانو], là danh hiệu dành cho vợ của quốc chủ Shah trong ngữ hệ Ba Tư và Iran. Danh hiệu cao quý hơn, được gọi là [Bâmbişnân bâmbişn] tương đương với Hoàng hậu.
- Ammachi Panapillai Amma: danh hiệu dành cho vợ của các Maharaja cai trị Vương quốc Travancore - một cựu quốc tồn tại từ năm 1500 đến 1949 ở Ấn Độ.
- Rani: chữ Hindi là [रानी], một danh vị dành cho vợ của các Raja hoặc Rana - các quốc chủ cai trị phía Nam Á và Đông Nam Á.
- Great Wife: chuyển thể Anh ngữ của danh hiệu dành cho người vợ cả của các quốc chủ Châu Phi. Các quốc chủ Ai Cập có rất nhiều vợ, và người đứng đầu được tôn xưng danh hiệu này. Hiện nay, Vua Mswati III của Vương quốc Swaziland; Vua Goodwill Zwelithini của Người Zulu đều có rất nhiều vợ, và người đứng đầu là người giữ danh vị này.

## Một số nhân vật trong lịch sử

### Vương quốc Anh và Liên hiệp Anh

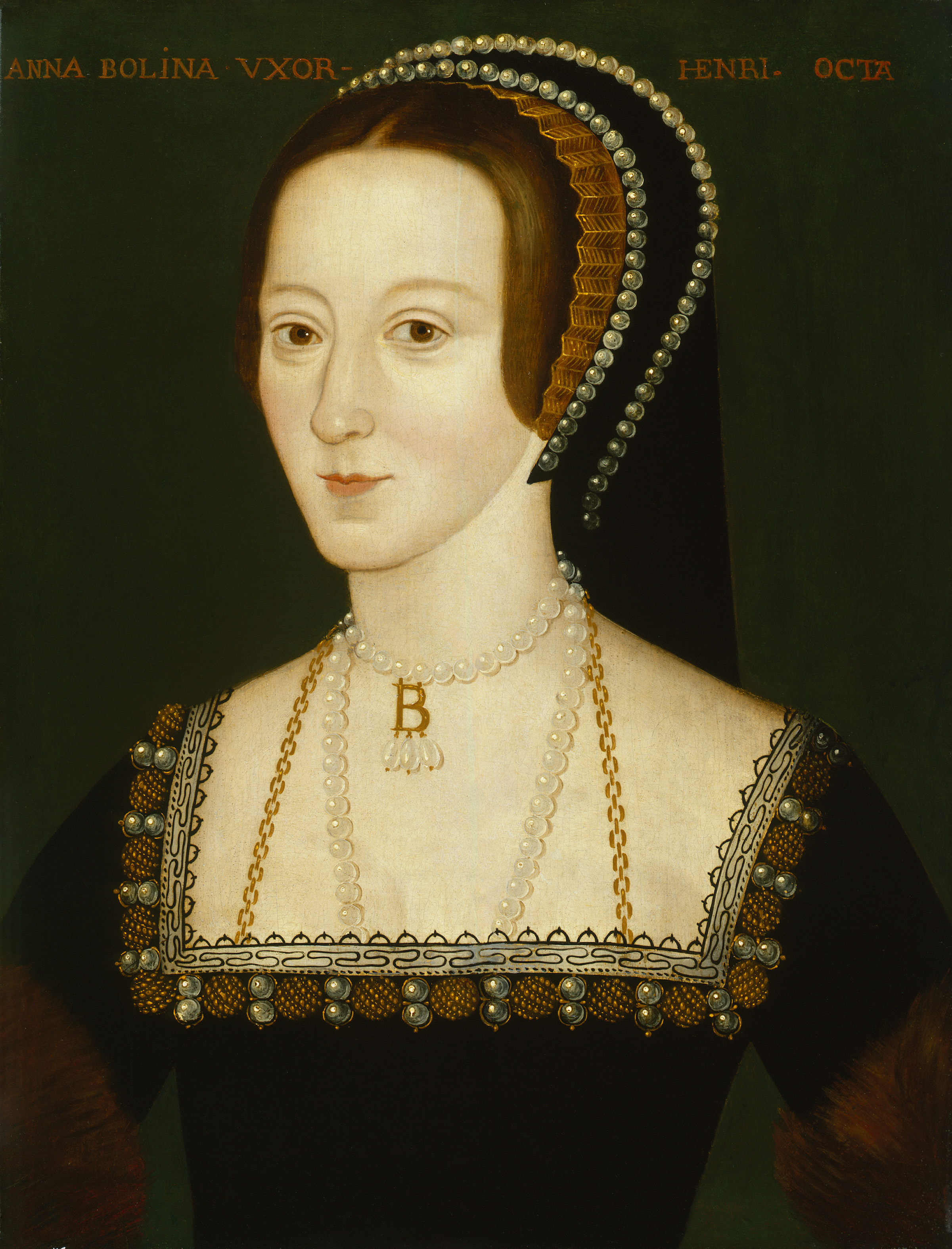
Chân dung Anne Boleyn.

1. Emma xứ Normandie - vợ của Vua Æthelred Không Sẵn sàng và Knud Vĩ đại.
2. Aliénor xứ Aquitaine - vợ của Vua Henry II của Anh, mẹ của Richard, Sư tử tâm cùng John Mất đất.
3. Isabelle của Pháp và Navarra - vợ của Vua Edward II của Anh. Người có vai trò lớn trong Chiến tranh Trăm Năm.
4. Elizabeth Woodville - vợ của Vua Edward IV của Anh, mẹ của Edward V cùng Elizabeth xứ York.
5. Catalina xứ Aragón - vợ đầu của Vua Henry VIII của Anh, và là mẹ của Mary I của Anh. Bị Henry VIII tiêu hôn.
6. Anne Boleyn - vợ sau của Vua Henry VIII, mẹ đẻ của Elizabeth I của Anh. Bị chính Henry VIII ra lệnh chém đầu.
7. Mary xứ Teck - vợ của Vua George V của Anh, mẹ của Edward VIII và George VI.
8. Elizabeth Bowes-Lyon - vợ của Vua George VI của Anh, và là mẹ của Elizabeth II.
9. Camilla Rosemary Shand - vợ của Vua Charles III.

### Vương quốc Pháp
1. Aliénor xứ Aquitaine - vợ của Vua Louis VII của Pháp. Tiêu hôn để làm Vương hậu nước Anh.
2. Isabeau xứ Bavaria - vợ của Vua Charles VI của Pháp. Ký kết Hiệp ước Troyes dẫn đến Chiến tranh Trăm Năm.
3. Anne của Bretagne - vợ của Vua Charles VIII của Pháp, sau đó là Louis XII của Pháp.
4. Caterina de Medici - vợ của Vua Henri II của Pháp.
5. Mary Stuart - từng là Vương hậu Pháp do là vợ của Vua François II của Pháp.
6. Marguerite của Pháp - con gái của Henri II và Caterina de' Medici, vợ của Vua Henri IV của Pháp.
7. Maria Antonia của Áo - vợ của Vua Louis XVI của Pháp. Vương hậu cuối cùng trong lịch sử Pháp trước Cách mạng Pháp.

### Trung Quốc
1. Bao Tự - kế thất của Chu U vương.

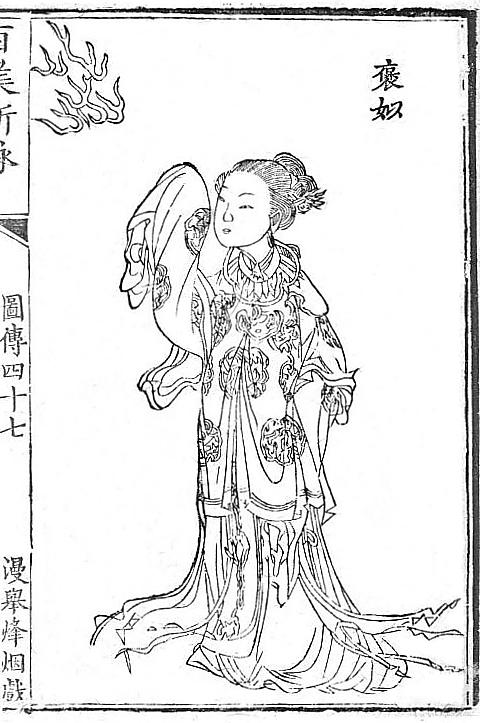
Bao Tự - Vương hậu của Chu U vương.

2. Đặng Mạn - chính thất của Sở Vũ vương.
3. Phàn Cơ - chính thất của Sở Trang vương.
4. Ngô Mạnh Diêu - chính thất của Triệu Vũ Linh vương.
5. Chung Vô Diệm - chính thất của Tề Tuyên vương.
6. Hoa Dương phu nhân - chính thất của Tần Hiếu Văn vương.
7. Triệu Cơ - chính thất của Tần Trang Tương vương, mẹ của Tần Thủy Hoàng.
8. Chiêu Tín - chính thất của Quảng Xuyên Vương Lưu Khứ thời Hán, được nhiều sử gia đánh giá là ác phụ.\

### Triều Tiên
1. Tề Hiến Vương hậu - Phế Vương phi của Triều Tiên Thành Tông.
2. Văn Định Vương hậu - chính thất thứ ba của Triều Tiên Trung Tông.
3. Nhân Hiển Vương hậu - chính thất thứ hai của Triều Tiên Túc Tông.
4. Trinh Thuần Vương hậu - chính thất thứ hai của Triều Tiên Anh Tổ.
5. Thuần Nguyên Vương hậu - chính thất thời Triều Tiên Thuần Tổ.

### Việt Nam
1. Cù hậu - chính thất của Triệu Minh Vương Triệu Anh Tề và là mẹ của Triệu Ai Vương Triệu Hưng.
2. Dương Như Ngọc - chính thất của Ngô Quyền, vị Vương hậu đầu tiên trong lịch sử Việt Nam.
3. Tống Thị Lan - chính thất của Gia Long Đế của nhà Nguyễn. Vương hậu cuối cùng trong lịch sử Việt Nam.